# Бубњеви
Бубњеви, сет бубњева или бубњарски комплет је колекција добоша, чинеле и осталих удараљки који се свирају бубњарским палицама од стране једног човека — бубњара.
Бубњеви се могу свирати појединачно, при чему бубњар користи један бубањ, и неки бубњеве као што су ђембе. Већи број различитих бубњева заједно са чинелама формира основни модерни комплет бубњева.

## Компоненте
Сет бубњева је постављен тако да га свира један музичар — бубњар. Користи се у већини музичких жанрова (поп, рок, џез, блуз...). Елементи бубњева израђују се од различитих материјала, као што су дрво, пластика и метал. У производњи бубњева најчешће се користе разне врсте дрвета. Сви делови сета бубњева, сем чинела, састоје се од две мембране и тела на коме се налази обруч са чивијама за затезање мембране. Чинеле се производе од разних легура, ручно и аутоматизовано. Састоје се од звона и тела. Најчешће су кружног облика, али постоје и модели који су шестоугаони, осмоугаони...
Стандардни сет бубњева састоји се од:
1. Бас бубањ
2. Добош
3. Тимпан 1
4. Тимпан 2
5. Индијанер (Тимпан 3)
6. Контра чинела
7. Рајд чинела
8. Креш чинела

| Звучни узорци | Звучни узорци                                       | Звучни узорци |
| Компонента    | Садржај                                             | Звук          |
| ------------- | --------------------------------------------------- | ------------- |
| добош         | непригушен добош                                    |               |
| добош         | пригушен добош                                      |               |
| добош         | ударац о обруч добоша                               |               |
| бас бубањ     | пригушен бас бубањ                                  |               |
| томови        | том 1                                               |               |
| томови        | том 2                                               |               |
| томови        | индијанер                                           |               |
| контра чинела | затворена контра чинела                             |               |
| контра чинела | отворена контра чинела                              |               |
| контра чинела | отварање и затварање контра чинеле притиском педале |               |
| креш чинела   | креш чинела                                         |               |
| рајд чинела   | рајд чинела                                         |               |
| рајд чинела   | звоно рајд чинеле                                   |               |
| рајд чинела   | ивица рајд чинеле                                   |               |
| ритам         | типичан рок ритам са контра чинелом                 |               |
| ритам         | типичан рок ритам са рајд чинелом                   |               |

### Бас бубањ
Бас бубањ је највећи елемент у комплету сета бубњева. Заједно са добошем и чинелама чини основни ритам. Даје ритму пријатне ниске фреквенције и чврсту ритмичку подлогу. Свира се ногом помоћу педале. Најчешће се производи од дрвета. Стандардна величина је 20" х 16" и 22" х 16".

### Добош
Добош заједно са бас бубњем и чинелама чини основни ритам. Добош је специфичан по томе што има снер који се налази на доњој мембрани. Снер се састоји од више жица које приликом ударца о добош вибрирају и дају веома светао звук. Може бити различите величине и дубине. Стандардни је 14" х 5,5". Углавном се прави од дрвета или метала.

### Тимпани
Тимпани се најчешће користе за обогаћивање ритмова прелазима, а такође могу чинити саставни део ритма. Веома су важни при солирању на бубњевима и служе за повезивање музичких фраза. Производе се од дрвета и стандардне величине су: 10" х 8", 10" х 9", 12" х 8", 12 х 10", 13" х 10", 13" х 11.

### Индијанер (Тимпан 3)
Индијанер је тимпан већих димензија. Разлика у односу на обичне тимпане је у томе што индијанер стоји на својим ножицама и што даје дубљи тон. Такође се производи од дрвета, али су му стандардне величине 16" х 16" и 18" х 16". Индијанер се такође користити као мали бас бубањ од стране неких (углавном џез) бубњара. У том случају је хоризонтално постављен на специјално дизајнираним носачима. У скорије време, компаније као што је Перл, представиле су сет бубња где је индијанер постављен уместо бас бубња.

### Контра чинела
Контра чинела заједно са бас бубњем и добошем чини основни ритам. Главна је чинела у сету бубњева. Састоји се од једног пара чинела које су окренуте једна према другој. Налазе се на посебном сталку који се састоји од папучице и механизма за међусобно одвајање чинела. Свира се руком и ногом, ногом је отварамо и затварамо, а руком ударамо по чинелама. Основна улога је да даје високе фреквенције ритму и углавном је основни бројач ритма. Стандардна димензија је 14". Налази се са леве стране сета бубњева.

### Рајд чинела
Рајд чинела има исту улогу као и контра чинела, само што је већих димензија и не може се свирати ногом. Углавном се користи ради промене атмосфере у ритму. Често се свира звоно рајд чинеле, ради акцентовања појединих делова ритма. Можемо је користити и као креш чинелу, ради добијања карактеристичног звука. Стандардна величина је 20". Налази се са десне стране сета бубњева, односно са супротне стране контра чинеле.

### Креш чинела
Креш чинела служи за акцентовање у ритму, производи гласан, оштар, "Креш" звук. Одваја деонице у ритму. Термин "Креш" први пут користио је произвођач чинела Зилдјиан. Једна или две креш чинеле су стандардни део комплета бубњева. Понекад бубњар може истовремено да одсвира две различите чинеле у комплету и тако да произведе веома гласан акценат, обично у рок музици. Креш чинеле се у бубњарском сету монтирају на сталак и свирају палицама, док се у класичној музици држе у рукама и свирају једна о другу. Стандардна величина је 14" и 16".

## Остали елементи
Наведени су основни елементи једног сета бубњева који може да варира на величину у зависности од стила музике. Сет бубњева сачињавају још и разне врсте педала, удараљки, сталака, звона, додатних електронских педова...

### Палице
Палице за бубњеве долазе у различитим масама и величинама. У већини случајева израђују се од дрвета, али у новије време и од пластике. Поред стандардних палица користе се и метлице, палице са батићем итд.
Разликујемо два начина држања палица, стандардни и традиционални. Код стандардног начина држања палица обе руке држе палице на исти начин. Палцем и кажипрстом се држе чврсто, док су остали прсти лабаво положени око палице и тако воде палицу, односно балансирају је. Дланови се код свирања покрећу према доле. Место држања палица је на две трећине удаљености од врха палице. Код традиционалног начина држања палица, једна рука држи палицу као и код стандардног начина, док је у другој руци палица положена између прстију на длану окренутом ка горе.

### Најпознатији произвођачи бубњарске опреме

#### Бубњарски сетови
- Yamaha
- Gretsch
- DW
- Ludwig

#### Чинеле
- Zildjian
- Paiste
- Sabian
- Meinl

## Штимовање
Процес затезања и отпуштања сваке чивије на сваком елементу сета бубњева, ради добијања правилног осциловања мембране назива се штимовање. Свака чивија на једном елементу мора имати исти тон. Што је мембрана више затегнута тон ће бити виши, а што је опуштенија мембрана тон ће бити нижи. Карактеристике звука зависе од много фактора: материјала од кога је направљен бубањ (врста дрвета), особина мембране, брзине ударца, затегнутости мембране, акустичних особина просторије, ... Такође фактори који утичу на звук су и маса палице, величина и материјал од кога је направљен врх палице, итд.
Један тонски "штим" сета бубњева:
- 10" Тимпан — Д повишено
- 12" Тимпан — А повишено
- 14" Тимпан — Ф
- 16" Индијанер — Ц
- 22" Бас бубањ — предња мембрана Ф (октаву ниже од тимпана), резонантна мембрана Е
- 14" Добош — Г[11]